# Franco Barberi
Franco Barberi (* 1944 in Turin) ist ein italienischer Dokumentarfilmer und Drehbuchautor.

## Leben
Barberi war seit Mitte der 1960er Jahre als Underground-Filmer tätig; nach seinem Umzug nach Rom fand er Arbeit in der Filmindustrie und schrieb auch zwei Drehbücher, u. a. für Mario Bava. Ab 1978 produzierte und drehte er zahlreiche Dokumentarfilme. Beim Torino Film Festival war er einer der Initiatoren des Wettbewerbes Doc2000. Bei dieser Gelegenheit präsentierte er 2000 den mittellangen Film Ritratto di un amico.